# アレクサンダー・エッケナー
アレクサンダー・エッケナー（Alexander "Alex" Eckener、1870年8月21日 - 1944年5月26日）はドイツの画家、版画家である。

## 略歴
シュレスヴィヒ＝ホルシュタイン州のフレンスブルクに生まれた。父親は葉巻会社の経営者で、兄に飛行船、グラーフ・ツェッペリン号による世界一周飛行の船長などを務めたフーゴー・エッケナーがいて、フレンスブルクの生家、Eckener Hausが残されている。
地元の画家、ヤコブ・ネッベ（Jacob Nöbbe）に学んだ後、1888年から1892年の間、ミュンヘン美術院で学んだ。卒業した後、故郷に戻り、故郷に近い、南デンマークのイーヤンソン教区（Egernsund Sogn）に作られた「Künstlerkolonie Ekensund」（エーケンズント芸術家村)に住んだ。「Künstlerkolonie Ekensund」には画家、写真家のドレッセン（Wilhelm Dreesen）やエンゲル（Otto Heinrich Engel）、クヌーツ（Johannes Knutz）やペーターゼン＝アンゲルン（Heinrich Petersen-Angeln）、シュトルテンベルク（Fritz Stoltenberg）といった人々が参加していた。
1899年に29歳になった時、シュトゥットガルトに移り、シュトゥットガルト州立美術院（Staatliche Akademie der Bildenden Künste Stuttgart）の有力な版画家、画家のカルクロイト（Leopold von Kalckreuth: 1855-1928）の弟子となり、版画の技術を学び、1908年から州立美術院で教え始め、1912年に准教授（außerordentlicher Professor）、1925年に教授となり、1928年まで美術院で版画の技術を教えた。退職後も1936年まで、教師を続けた。

## 作品

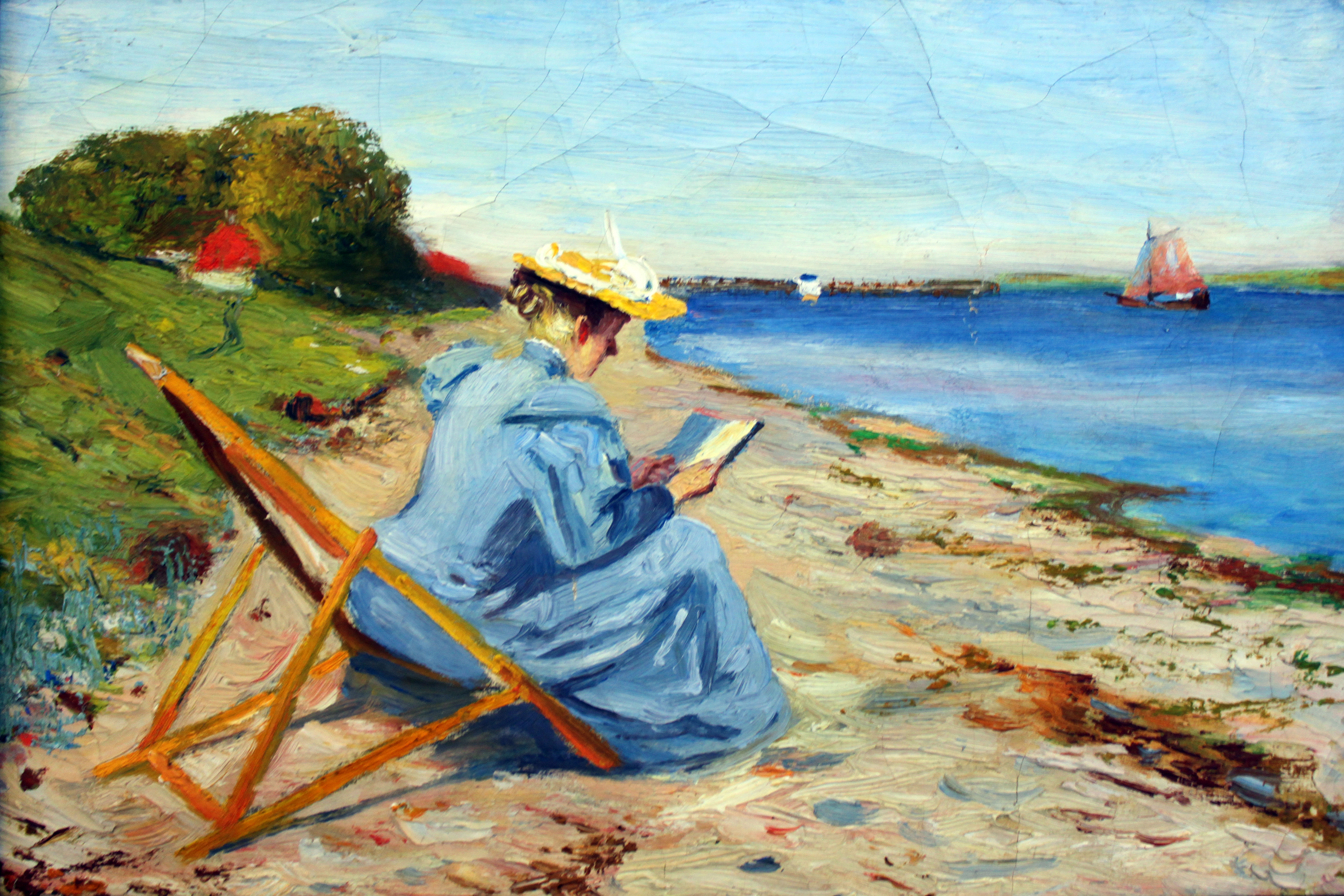
"Toni Eckener am Strand bei Rinkenis"(1900)
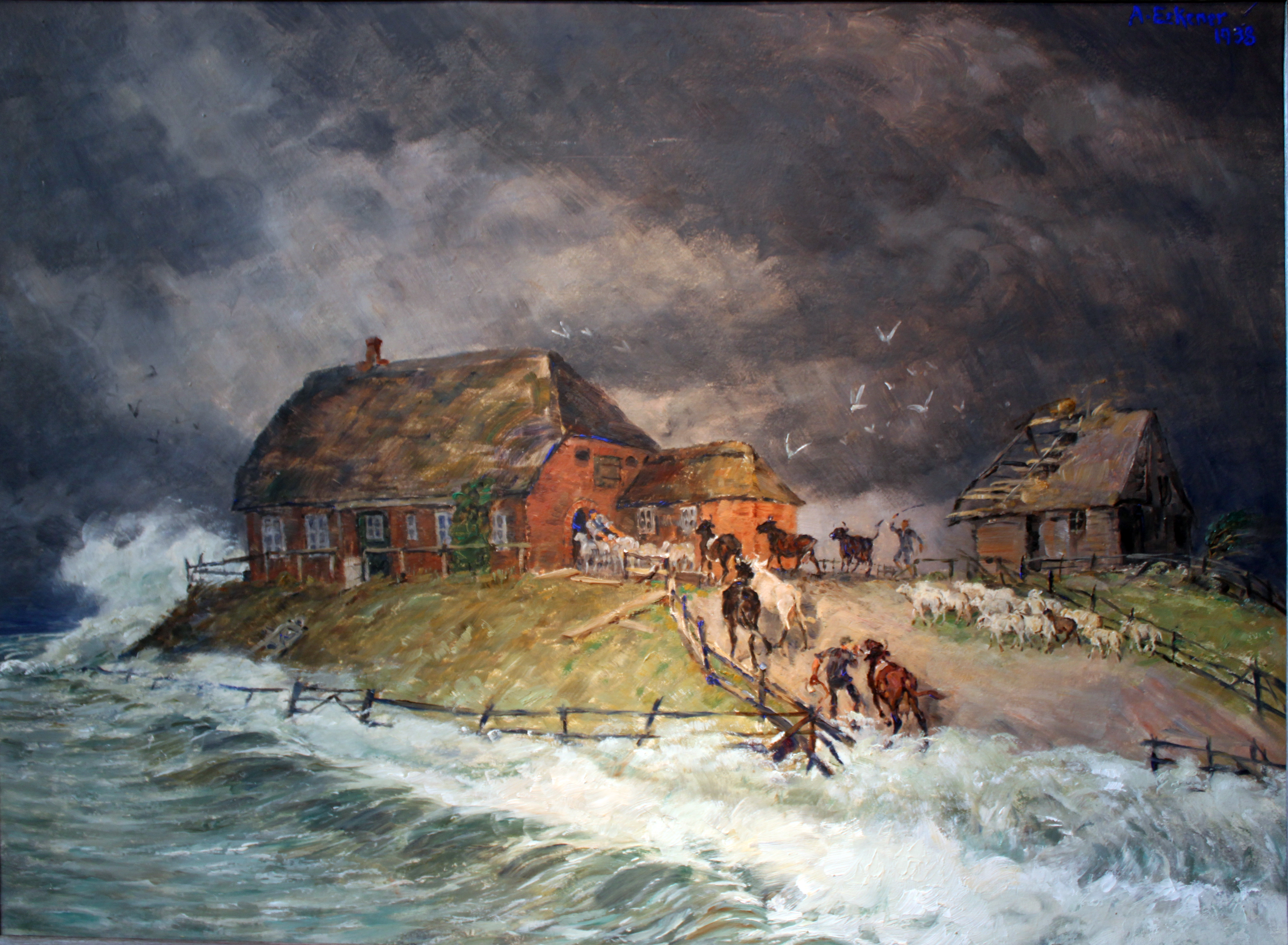
"Hallig during a storm tide"(1906)
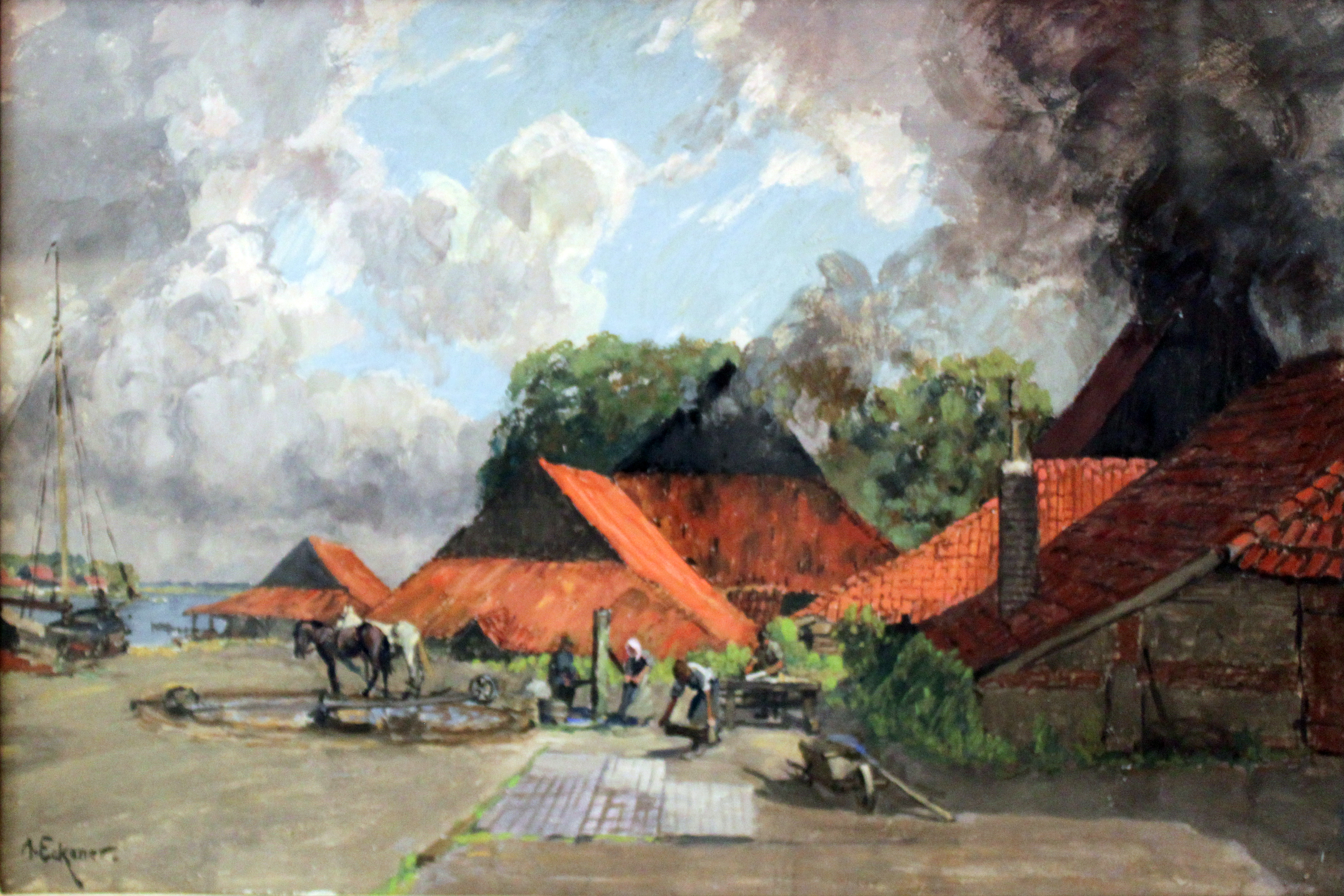

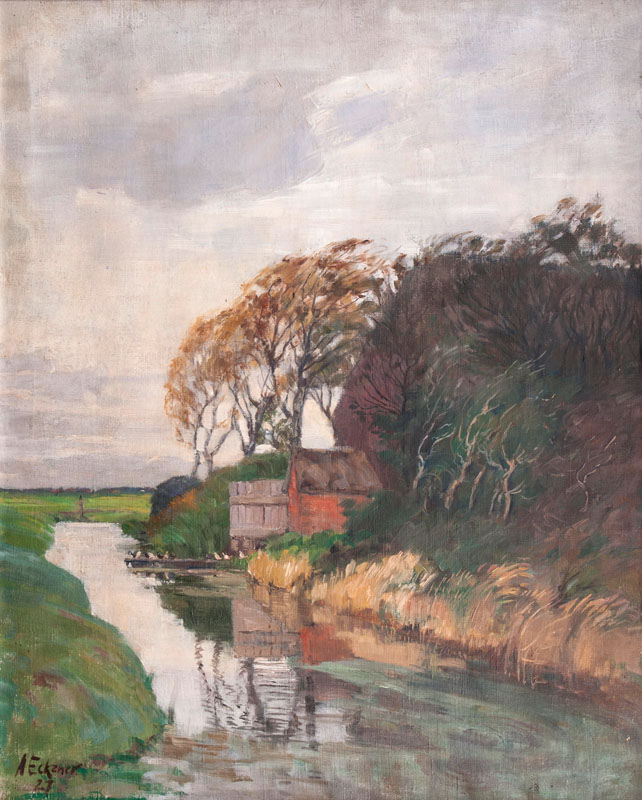
シュレスヴィヒ＝ホルシュタインの風景(1927)
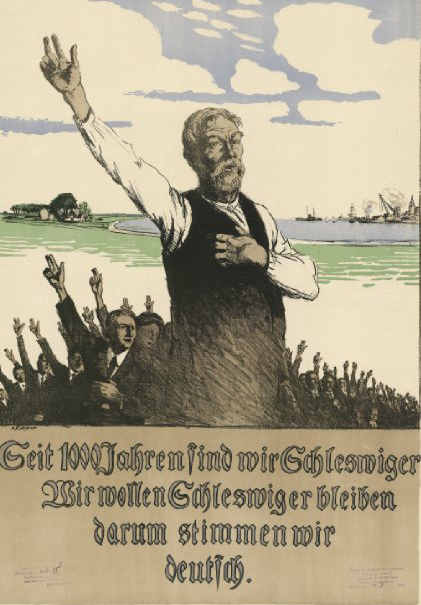
1920年の選挙ポスター